# Plăcintă
 La plăcinta és una pasta de full de massa cuita al forn o fregida en una paella, que tradicionalment inclou un farciment de formatge, carn, patates, col, carbassa, fruita (pomes) o xocolata. La plăcinta és molt comuna a Romania, la República de Moldàvia i al sud d'Ucraïna.

## Etimologia
La paraula romanesa plăcinta s'ha heretat del llatí: placenta, que vol dir "pastís (sagrat)". Es pot considerar que té semblança amb pastissos d'altres països: 
- Empanada
- Sha Phaley tibetà
- Khuushuur mongol
- Brik tunisià
- Foccacia italiana
- Qistibi tatar
- Shelpek turc
- Lángos hongaresa
- Lörtsy finlandès
- Qutab azerbadjà

## Galeria

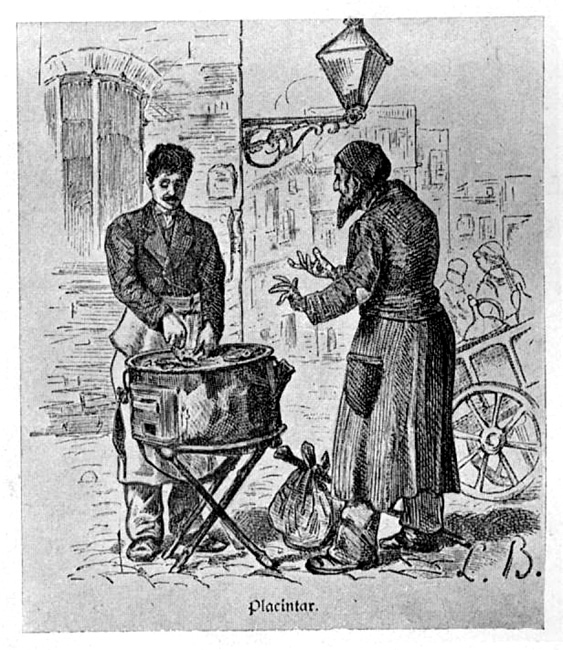
Venedor de plăcinta a Bucarest (1880)
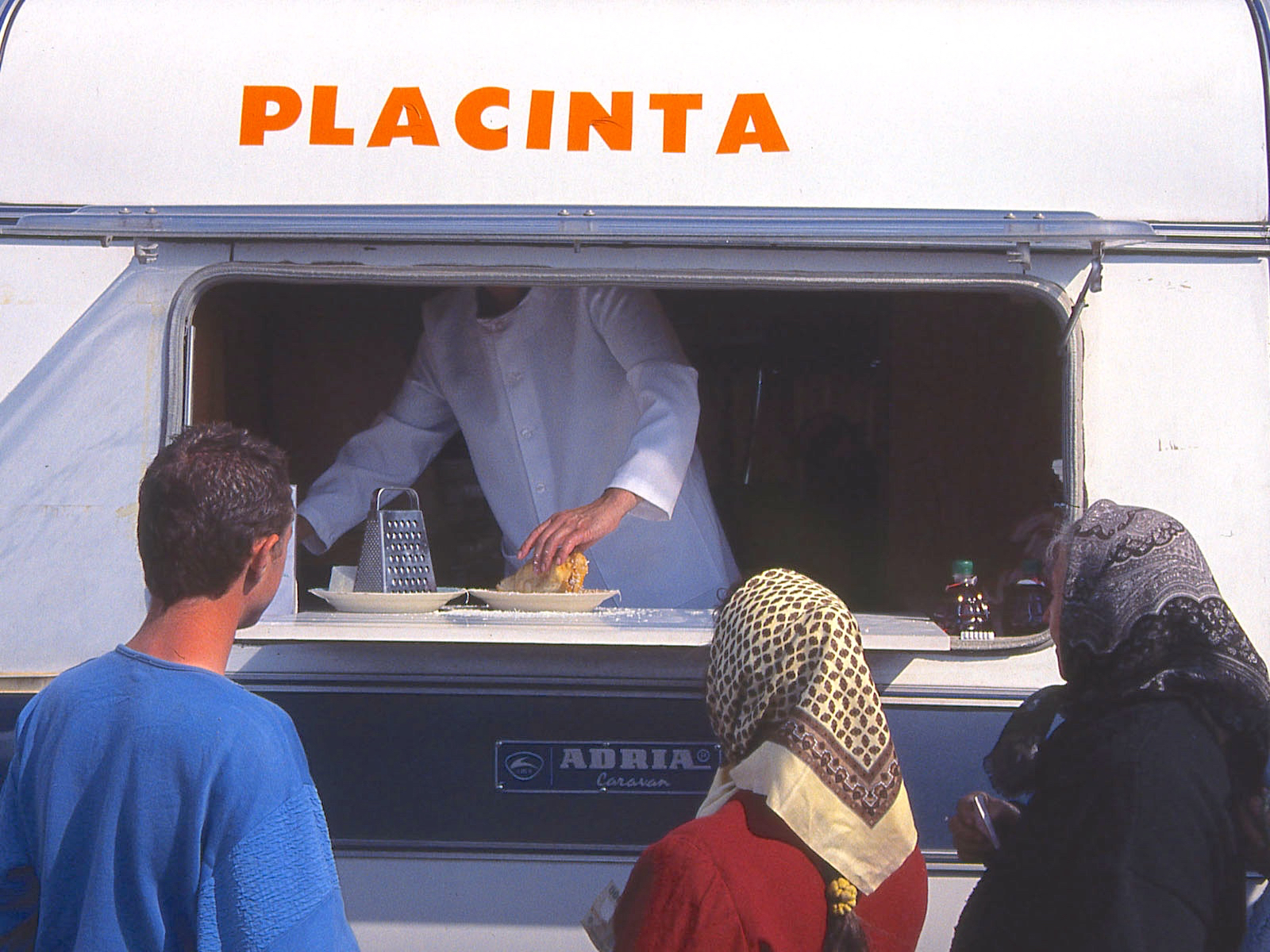
Venedor de plăcinta a Satu Mare (2006)